# Hienadzij Alaszczuk
Hienadzij Witaljewicz Alaszczuk (biał. Генадзій Віталевіч Аляшчук; ur. 29 czerwca 1975) – białoruski sztangista, olimpijczyk, reprezentant letnich igrzysk olimpijskich w Sydney. Brązowy medalista igrzysk olimpijskich w Sydney w 2000 roku. Mistrz świata z 2001. Zdobywca brązowego medalu mistrzostw Europy w 2003.